# Sociedade de Antropologia de Paris
A Sociedade de Antropologia de Paris é uma sociedade acadêmica fundada em 1859 por Paul Broca, e com RUP (reconhecimento de utilidade pública) decretado por Napoleão III em 21 de junho de 1864, com a intenção de estudar a história natural do homem.